# البيض (فنلندا)

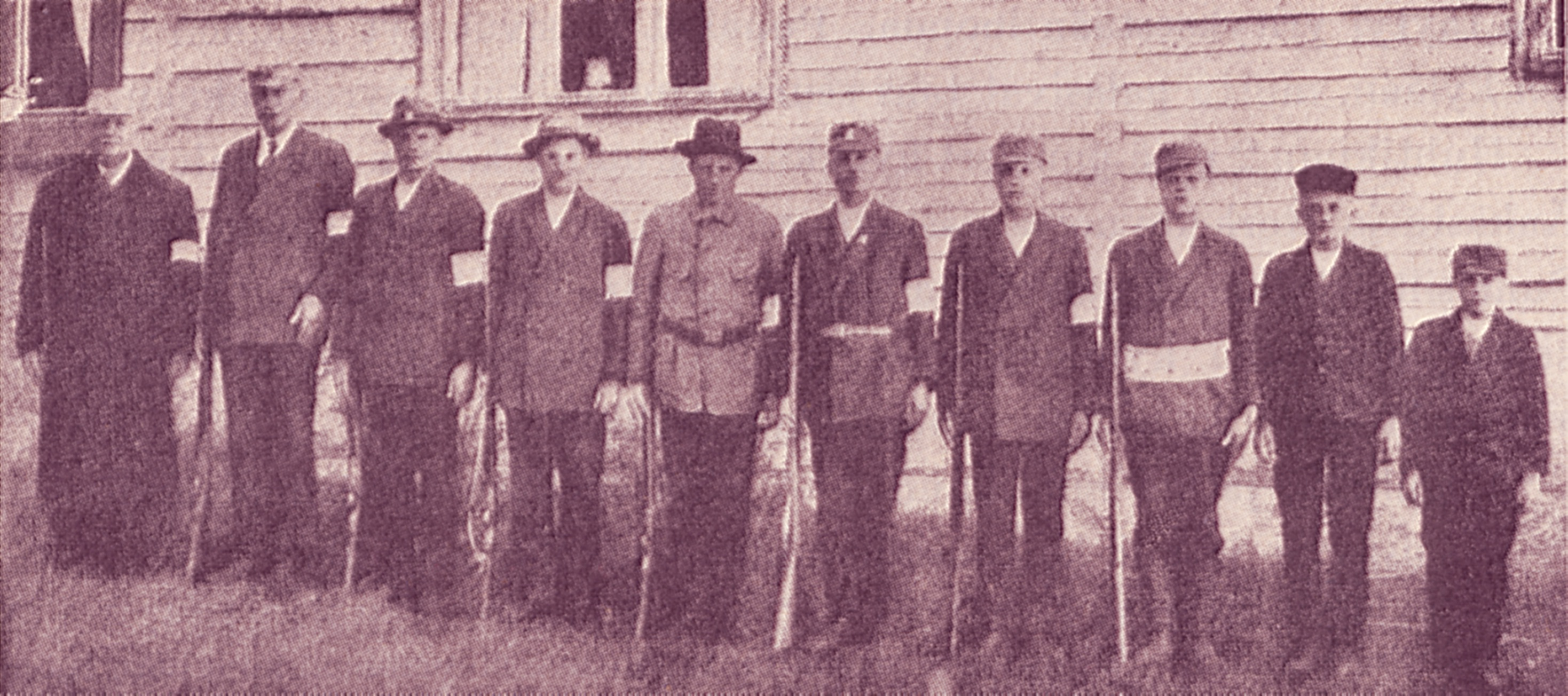
أوغست فيوكاري فلاح من هامي رفقة أبناءه في الحرس الأبيض، شارك ستة من الأولاد إلى جانب والدهم في فتح تامبيري.

البيض (بالفنلندية: Valkoiset) الاسم الذي استخدم لحكومة المنفى والقوات تحت قيادة مجلس شيوخ سفينهوفد الأول خلال الحرب الأهلية الفنلندية. وقد تشكلت في البداية من قوات الحرس الأبيض شبه العسكرية وغيرها من المتطوعين والمجندين. وكان أصحاب العقلية الانفصالية من روسيا، واليآكاري غادر إلى ألمانيا بين عامي 1914 و1917 للتدريب العسكري، وعاد في عشية الحرب الأهلية، والعديد من محاربي الحرب العالمية الأولى السابقين.